# Denis Potoma
Denis Potoma (Svidník, 15 febbraio 2000) è un calciatore slovacco, centrocampista del Tatran Prešov.

## Caratteristiche tecniche
È un centrocampista offensivo.

## Carriera

### Club
Cresciuto nel settore giovanile dello Slovan Bratislava, debutta in prima squadra il 24 maggio 2019 in occasione dell'incontro di Superliga vinto 3-1 contro il Sereď; il 12 febbraio 2020 viene ceduto in prestito proprio al Sered, che nel gennaio 2021 lo acquista a titolo definitivo.

### Nazionale
Ha giocato nelle nazionali giovanili slovacche Under-17, Under-19 ed Under-21.

## Statistiche
Statistiche aggiornate all'8 marzo 2021.

### Presenze e reti nei club
| Stagione        | Squadra              | Campionato      | Campionato | Campionato | Coppe nazionali | Coppe nazionali | Coppe nazionali | Coppe continentali | Coppe continentali | Coppe continentali | Altre coppe | Altre coppe | Altre coppe | Totale | Totale | Totale |
| Stagione        | Squadra              | Comp            | Pres       | Reti       | Comp            | Pres            | Reti            | Comp               | Pres               | Reti               | Comp        | Pres        | Reti        | Pres   | Reti   |        |
| --------------- | -------------------- | --------------- | ---------- | ---------- | --------------- | --------------- | --------------- | ------------------ | ------------------ | ------------------ | ----------- | ----------- | ----------- | ------ | ------ | ------ |
| 2018-2019       | Slovan Bratislava    | SL              | 1          | 0          | CS              | 0               | 0               |                    | -                  | -                  |             | -           | -           | 1      | 0      |        |
| 2019-gen. 2020  | Slovan Bratislava    | SL              | 0          | 0          | CS              | 1               | 0               |                    | -                  | -                  |             | -           | -           | 0      | 0      |        |
| 2019-2020       | Slovan Bratislava II | 1L              | 16         | 1          |                 | -               | -               |                    | -                  | -                  |             | -           | -           | 16     | 1      |        |
| gen.-giu. 2020  | Sereď                | SL              | 8          | 1          | CS              | 1               | 0               |                    | -                  | -                  |             | -           | -           | 8      | 1      |        |
| 2020-2021       | Sereď                | SL              | 19         | 0          | CS              | 0               | 0               |                    | -                  | -                  |             | -           | -           | 19     | 0      |        |
| Totale carriera | Totale carriera      | Totale carriera | 44         | 2          |                 | 2               | 0               |                    | -                  | -                  |             | -           | -           | 46     | 2      |        |

## Palmarès

### Club

#### Competizioni nazionali
- Campionato slovacco: 1

Slovan Bratislava: 2018-2019
- 2. Liga: 1

Tatran Prešov: 2024-2025